# 張麗華

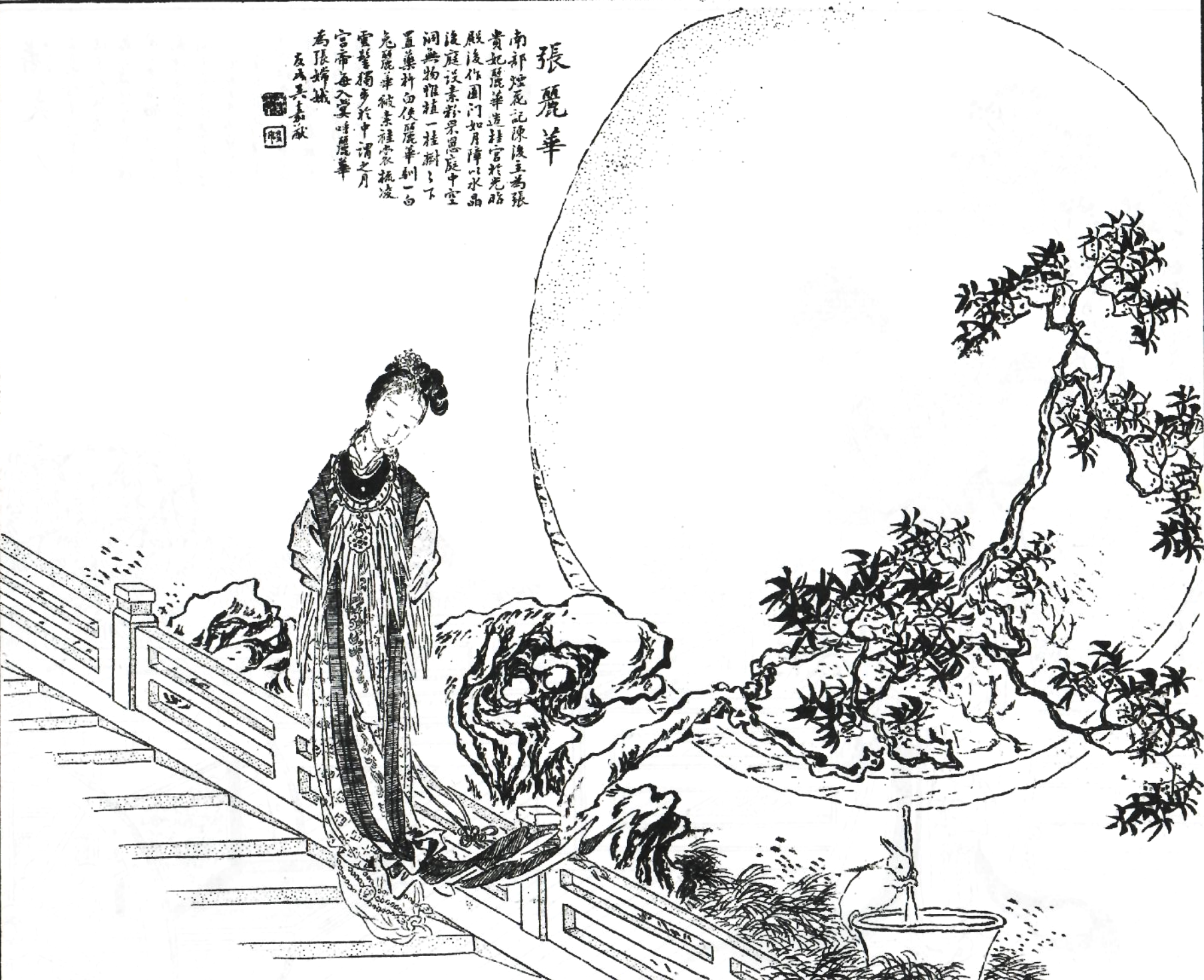
張麗華（『古今百美図』）

張 麗華（ちょう れいか、? - 589年）は、南朝陳最後の皇帝陳叔宝（後主）の貴妃（側室）。
中国の歴史上、傾国の美女として知られる一人。『百美新詠図伝』では、歴朝で最も名高い美人百人に選ばれている。後世において、民間で神格化されて桂花の神として祀られる。

## 経歴
貧家に生まれて、父兄は莚織りを生業とした。陳叔宝が皇太子となると、麗華は選抜されて東宮に入った。龔良娣の下で給使をつとめていたが、陳叔宝に見初められて寵愛を受け、子の陳深を生んだ。後主が即位すると、麗華は貴妃に立てられた。後主が賓客たちを召して遊宴を開くと、麗華は宮女たちを推薦して参加させたので、後宮でも麗華は人気があった。また厭魅の術を好んで、鬼道で後主を眩惑し、あやしげな祭祀を宮中に置いた。妖巫の使者たちが身辺を出入りして、宮廷外の情報をもたらし、俗世間で起こった事件をいち早く知って後主に伝えたため、ますます麗華は尊重され、一族も多くが任用された。禎明3年（589年）、隋軍が建康の台城を陥落させると、麗華は後主とともに井戸に隠れていたが、隋軍によって出された。隋の晋王楊広（後の煬帝）は麗華を斬るよう命じ、青渓中橋に掲示させた。

## 伝記資料
- 『陳書』巻7 列伝第1
- 『南史』巻12 列伝第2